# 長胴太鼓
長胴太鼓（ながどうだいこ）とは別名「宮太鼓」とも呼ばれ、社寺祭事などでは必ず見ることができる和太鼓である。よく盆踊りやお祭りの際に使われている。外見の特徴は胴の中央部がやや膨らんだ「ビヤ樽型」をしている。

## 概要
元々は、胴の部分は欅など重硬で木目が美しい丸太材を自然乾燥させたものをくり抜き、その両面になめした牛皮を張って鋲と言われる金具で固定し作られる太鼓であるが、大変高価であるため、昨今は欅に替わる丸太材を使用したり、製造方法も進歩しており、かなり安価で購入することが可能である。また、皮の面の大きさは1尺〜2尺（1尺は約30cm）のものがよく用いられているが、大きなものになると6尺ほどのものもある。なお、一般的に3尺以上のものを「大太鼓」と呼ぶ。ちなみに、「長胴太鼓（宮太鼓）」「桶胴太鼓」「附締太鼓」の三種類を狭義で「和太鼓」と称している。

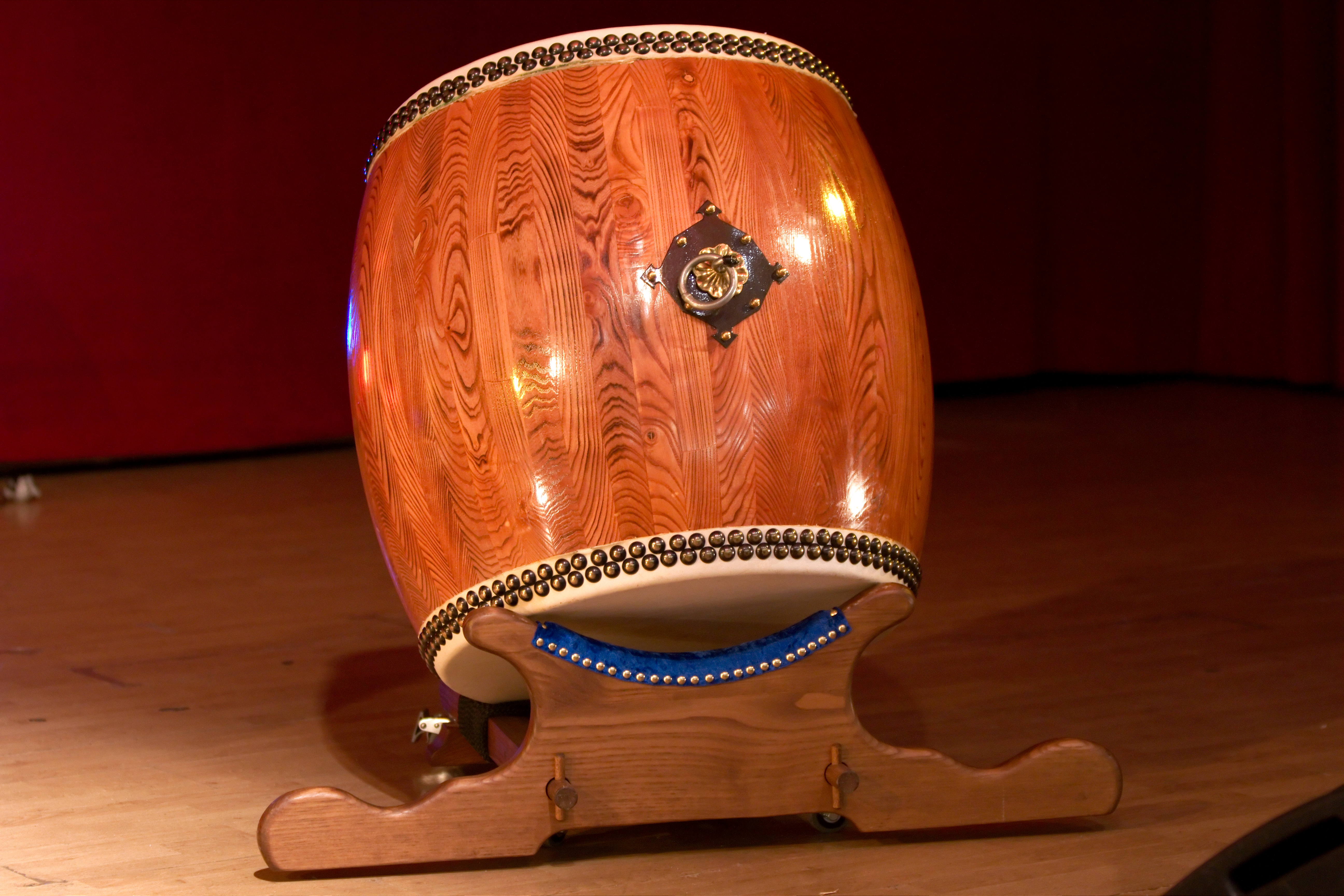
長胴太鼓

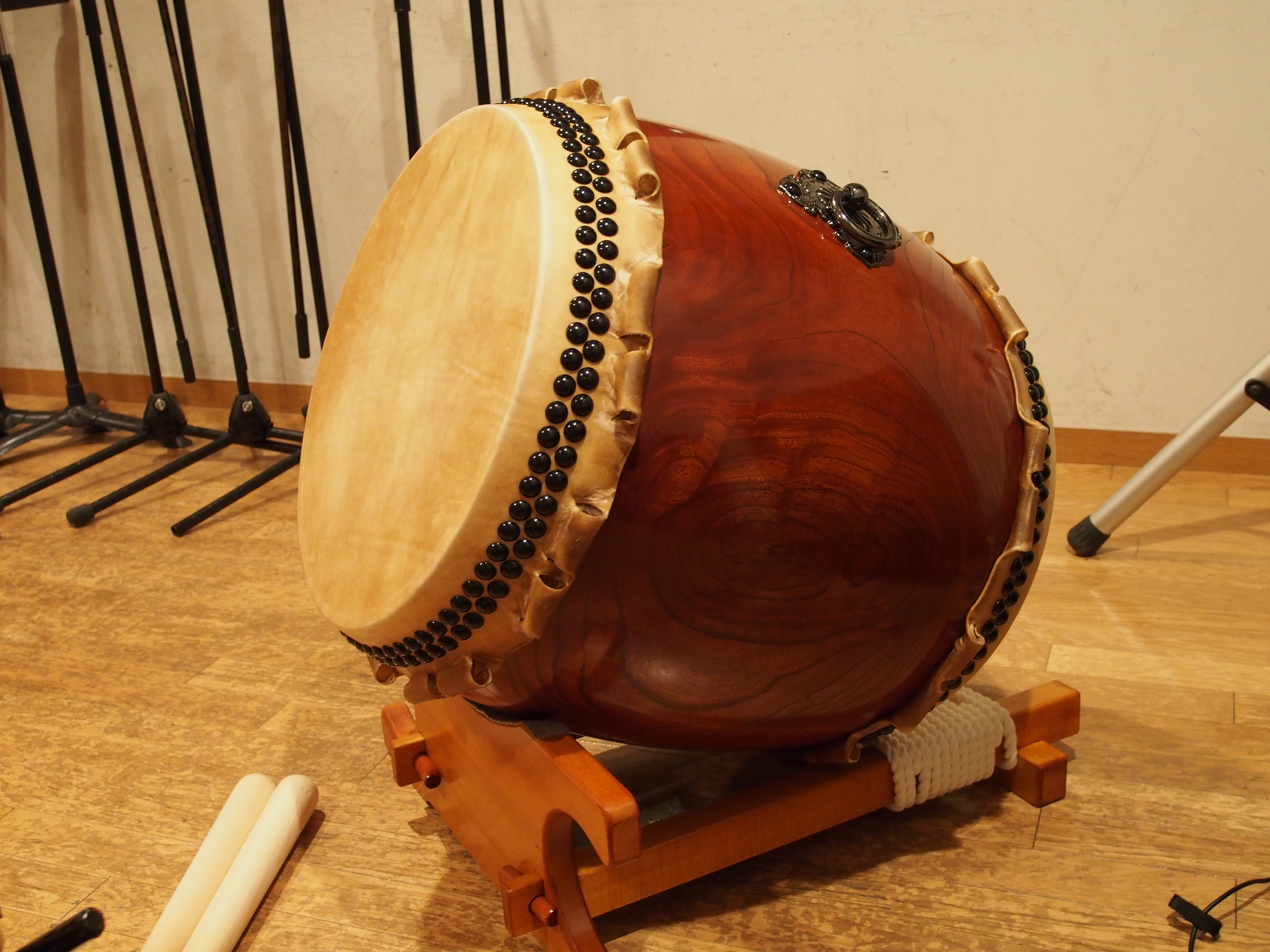
欅長胴太鼓

## 呼称
長胴太鼓では（皮が破れたなどの理由で）皮を張りなおす際に、鋲の穴の部分をあけ直すためにそれまで鋲の穴があった部分を削り、新しい穴をあける場合がある。それによって、胴の部分が短くなったものを一般に宮太鼓と呼んでいる。明らかに胴の部分が短い場合は宮太鼓と呼ぶが、区別が難しい場合、胴の部分がまだ長い場合は長胴太鼓と呼ぶ。

## 胴本体の製造に使用される材料
- 堅くて木目が明瞭で美しい欅が最高級品とされている。
- 欅のほかに、センノキ・楠・栃・ヤチダモ・楡・花梨・唐木なども使用される。
- FRP（繊維強化プラスチック）

## 胴本体の製造方法の違いとそれぞれの主な特徴

### くり抜き方式
- 素材 - 1本の丸太木。
- 重量 - 大変重くて扱いにくい。
- 強度 - 重硬堅牢。
- 音色 - 最高の音色を出すとされている。
- 外見 - 木目が美しい。
- 価格 - 大変高価でプロ級向きである。

### 集成方式
- 素材 - 円筒状になるように同種類の木材を張り合わせて作る。
- 重量 - 「くり抜き」に比較して軽くて扱いやすい。
- 強度 - 「くり抜き」に比較して弱い。
- 音色 - 木材の張り合わせ技術（接着技術）が相当進歩しており、「くり抜き」にほぼ近い音色を出せる。
- 外見 - 木材の張り合わせ技術（接着技術）や塗装技術が相当進歩しており、一見しただけでは「くり抜き」と変わらない。
- 価格 - 「くり抜き」に比較してかなり安価で、一般的な購入には「集成」で十分である。

### FRP（繊維強化プラスチック）方式
- 素材 - FRPのみで作る。
- 重量 - 「くり抜き」に比較して相当軽くて扱いやすい。
- 強度 - 金属よりも硬くて破断がない。
- 音色 - 胴内木材からのはね返りで生じる特有の深みはないが、素材が大変硬いため、それに近い音色を出せる。
- 外見 - 木の風合い塗装がなされている。ひずみが一切ない。
- 価格 - 「くり抜き」に比較してかなり安価で、一般的な購入には「集成」に次いで十分である。

## くり抜き長胴太鼓の歴史
現在の長胴太鼓の原型は、飛鳥時代前後にかけて中国から仏教とともに伝来したとの説が現在有力とされている。

## 関連事項
- 三ツ打ち
- 一本打ち
- 野良打ち